# Gurgesiella dorsalifera
Gurgesiella dorsalifera is een vissensoort uit de familie van de Gurgesiellidae. De wetenschappelijke naam van de soort is voor het eerst geldig gepubliceerd in 1980 door McEachran & Compagno.